# Ялонга
Ялонга — река в России, протекает по Оренбургской области. Устье реки находится в 164 км по левому берегу реки Салмыш. Длина реки составляет 25 км.

## Данные водного реестра
По данным государственного водного реестра России относится к Уральскому бассейновому округу, водохозяйственный участок реки — Сакмара от впадения реки Большой Ик и до устья. Речной бассейн реки — Урал (российская часть бассейна).
Код объекта в государственном водном реестре — 12010000712112200006664.